# Amanita nauseosa
Amanita nauseosa är en svampart som först beskrevs av Elsie Maud Wakefield, och fick sitt nu gällande namn av D.A. Reid 1966. Amanita nauseosa ingår i släktet flugsvampar och familjen Amanitaceae.   Inga underarter finns listade i Catalogue of Life.

## Bildgalleri

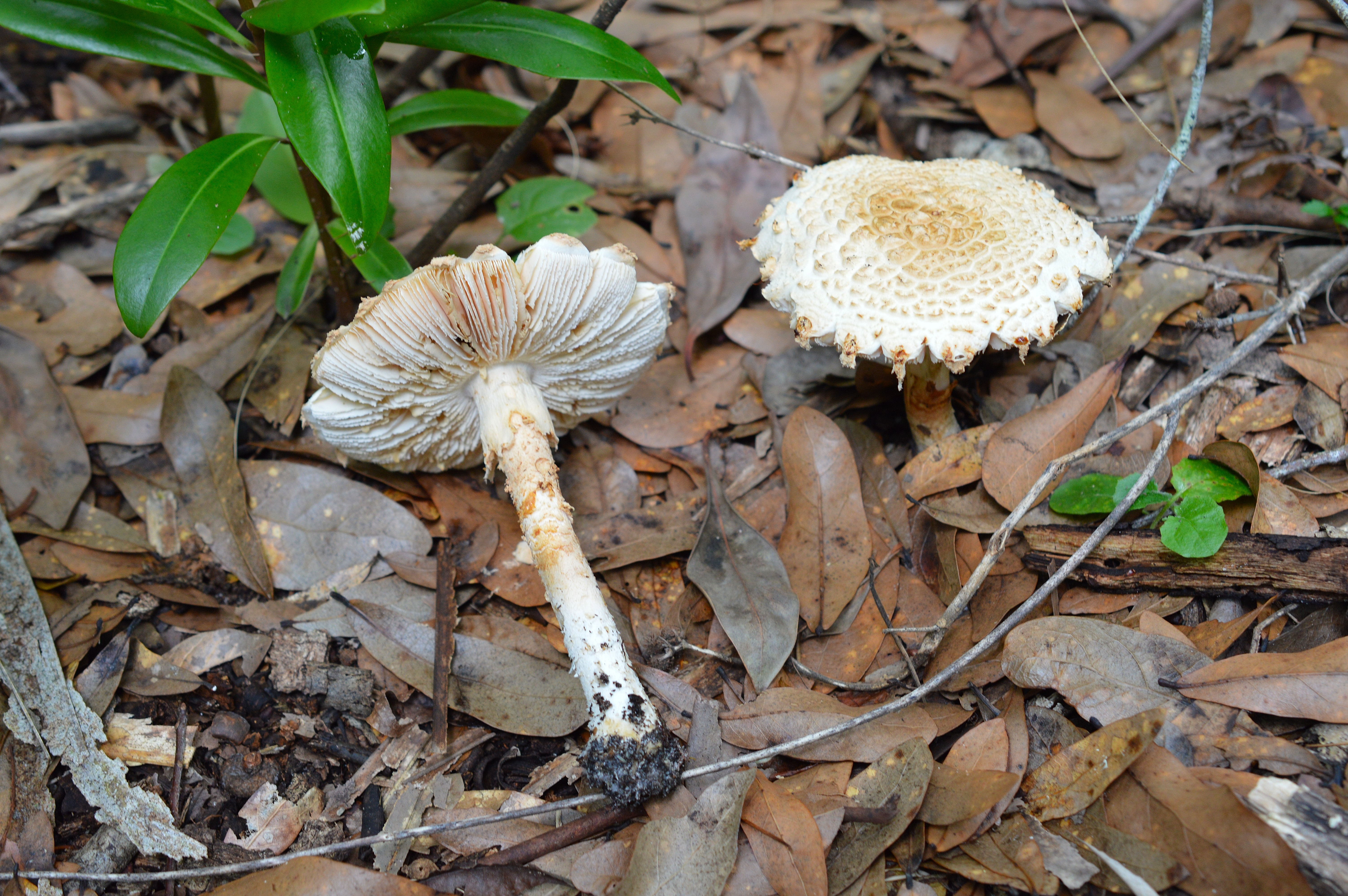